# Gazpacho
A gazpacho (néhol gaspacho) híres spanyol (andalúziai), hidegen tálalt, paradicsom alapú zöldségleves. Egész Spanyolországban fogyasztják, főleg a portugál határ közelében.

## Összetevők
Kígyóuborka, paprika, vöröshagyma, paradicsom, fokhagyma, balzsamecet, olívaolaj, kenyér.

## Története
Története sok száz évre nyúlik vissza: a mai La Mancha tartományból származó gazpacho manchegot a 12. század óta ismerjük.